# Yakonan
Yakonan, etnolingvistička porodica Američkih Indijanaca iz jugozapadnog Oregona koja obuhvaća plemena i jezike Indijanaca Kuitsh ili Lower Umpqua, Siuslaw, Yaquina i Alsea. Ovi Indijanci živjeli su uz rijeke Alsea, Yaquina, Siuslaw i susjednoj obali, baveći se uglavnom ribarenjem. 
Plemena su izgubila svoj identitet, jezici su im izumrli, a njihovi ostaci danas žive uz oregonsku obalu s Kus Indijancima u plemenskom savezu službeno nazvanom 'The Confederated Tribes of the Coos, Lower Umpqua, and Siuslaw '.

## Vanjske poveznice
- Yakonan Family
- Yakonan Indian Family History